# Almo Violin
Almo Violin (Sant'Urbano, 9 giugno 1917 – 1992) è stato un ingegnere italiano.

## Biografia
Figlio di Oreste Violin, nacque a Sant'Urbano, in provincia di Padova. Dopo il diploma al Regio Liceo-ginnasio Tito Livio di Padova, si laureò in ingegneria idraulica all'università di Padova il 30 giugno 1941. Nel 1943 fu destinato al genio ferrovieri.
Il 1º dicembre 1962, subentrò all'ingegnere Renzo Desidera come titolare del genio civile di Belluno, dopo essere stato in quello di Este. Uomo malleabile per la SADE, sostituì l'ingegnere Giuseppe Beghelli, preposto al ramo dighe, con un geometra che dichiarava di non sapere niente in materia di dighe e di non aver mai visto quella del Vajont. Ammise che non conosceva le dighe se non attraverso le reminiscenze universitarie e di aver visitato la diga una sola volta per gusto personale.
Nel gennaio 1964, a seguito del disastro del Vajont, dovette lasciare il posto, passando alla direzione dell'ufficio del genio civile di Alessandria. Dal 1967 fu socio del Rotary Club di Alessandria. In primo grado fu condannato a sei anni di reclusione, di cui due condonati, per omicidio colposo plurimo, colpevole di non aver avvertito per tempo e di non avere messo in moto lo sgombero, mentre al processo d'appello e in Cassazione venne assolto per insufficienza di prove.
Nel dicembre 1979, insieme al sindaco di Brignano Frascata, Desiderio Poggio, e al collega funzionario del genio civile di Alessandria, Angelo Bovone, fu accusato con un esposto di alcuni cittadini di aver eseguito lavori che avevano provocato una grave alluvione, e quindi notevoli danni, lungo il torrente Curone. Il 29 maggio 1981 il giudice istruttore del tribunale di Tortora, Salvatore Spanu, decise che non si poteva promuovere nessuna azione penale nei confronti dei tre accusati per la manifesta infondatezza dell'esposto, anche alla luce degli accertamenti del perito nominato dal pubblico ministero.
Dal 1946 fino alla morte, avvenuta nel 1992, fece parte del personale regionale della Lombardia.

## Nei media

### Televisione
- Vajont, una tragedia italiana, documentario del 2015, interpretato da Vasco Mirandola.[12]